# Haschim Gharayba

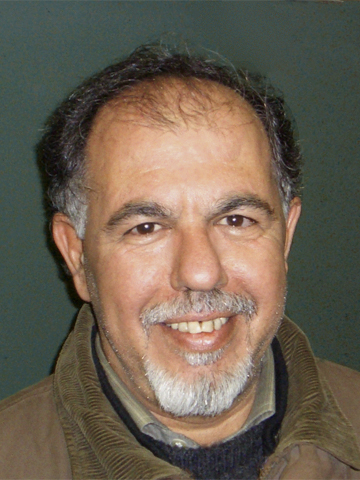
Hāschim Gharāyba (vor 2005)

Hāschim Gharāyba (arabisch هاشم غرايبة, DMG Hāšim Ġarāyiba, häufig Hashem Ghareibeh; * 1953 in Hauwara, Jordanien) ist ein arabischer Schriftsteller.
Während seines Studiums der „dental laboratory science“ an der Universität Bagdad von 1970 bis 1975 trat er der kommunistischen Studentenvereinigung bei. Danach lehrte er am High Medical Institut in Irbid in Jordanien, wurde jedoch im Jahre 1978 von Jordanien wegen seiner Zugehörigkeit zur Kommunistischen Studentenvereinigung in  Bagdad zu zehn Jahren Haft verurteilt, von denen er acht absaß. 1988 nahm er seine Studien wieder auf und graduierte 1990 in Wirtschaftswissenschaften. Er arbeitet heute als Zahntechniker und Schriftsteller in Jordanien.
Haschim Gharayba ist Kolumnist der jordanischen Wochenzeitung ar-Ra'i und der Zeitung al-Quds al-arabi.

## Werke

### Kurzgeschichten, Erzählungen, Roman
- 1974 Charisma (Fitnah); Kurzgeschichte
- 1980 Kleine Sorgen (Humum saghira); Kurzgeschichtenkollektion
- 1990 Das Leben durch die Löcher des Behälters (al-hayātu abra thuqubi al-chazzan);       Kurzgeschichtenkollektion
- 1992 Weißer Rabe (Ghūrabun abyad); Geschichten für Kinder
- 1994 Qalb al-madīna / قلب المدينة / ‚Das Herz der Stadt‘; Kurzgeschichtenkollektion
- 1999 Die Rehe des Taus (Ghuzlā an-nada); Geschichten für Kinder
- 1982 Haus der Geheimnisse (Bait al-asrār); Erzählung
- 1990 Vision (Ru'ia); Erzählung
- 1998 Erzählung des Sandes (al-maqāma ar-ramlia): Erzählung
- 2003 Der König des Marktes (asch-schahbandar); Roman
- 2005 Petra I; Roman
- 2007 Petra II; Roman

### Theaterstücke
- 1985  Drei jordanische Theaterstücke:
  - Es war und ist noch (Kāna wa mā zal)
  - Das verzauberte Tor (al-bāb al-muschur)
  - Der Untergang von Maqbûl ibn Maqbûl (Masra Maqbūl ibn Maqbūl)
- 1990 Der Stand auf einem Fuß (al-wuqūf ʿala qadam wāhida)
- 1995 Der verzauberte Wald (al-batu al-maschūr); Theaterstück für Kinder
- 2002 Fünf jordanische Theaterstücke:
  - Der Mann der seinen Schatten fand (ar-radschul alladhi wadschada thillahu); Monodrama
  - Die Frage (as-su'āl)
  - Der Apfel des Adam (Tufāhatu Adām)
  - Er und Sie und der Papagei (Hua wa hia wa al-babbaghā)
  - Der Geruch (ar-rahia); Monodrama

### Werke in deutscher Übersetzung
- 2004 Herz der Stadt (Qalb al-Madina); übersetzt von Ursula Paszehr-El-Khaled, Jadara-Verlag.